# Dan Romann
Dan Romann (Jeruzalem, 27 augustus 1982) is een Israëlisch voormalig voetballer die als middenvelder speelde. Hij heeft ook een Frans paspoort.
Hij speelde van 1999 tot 2007 voor Hapoel Jeruzalem dat hem in het seizoen 2006/07 verhuurde aan Hakoah Amidar Ramat Gan.
Romann speelde daarna tot 2009 voor Maccabi Tel Aviv en hij speelde respectievelijk een seizoen voor Maccabi Petah Tikva en Hapoel Ramat Gan. In het seizoen 2011/12 kwam hij uit voor SC Veendam.
Romann heeft de UEFA-managmentopleiding Executive Master for International Players (MIP) gedaan.